# Der Bettelstudent

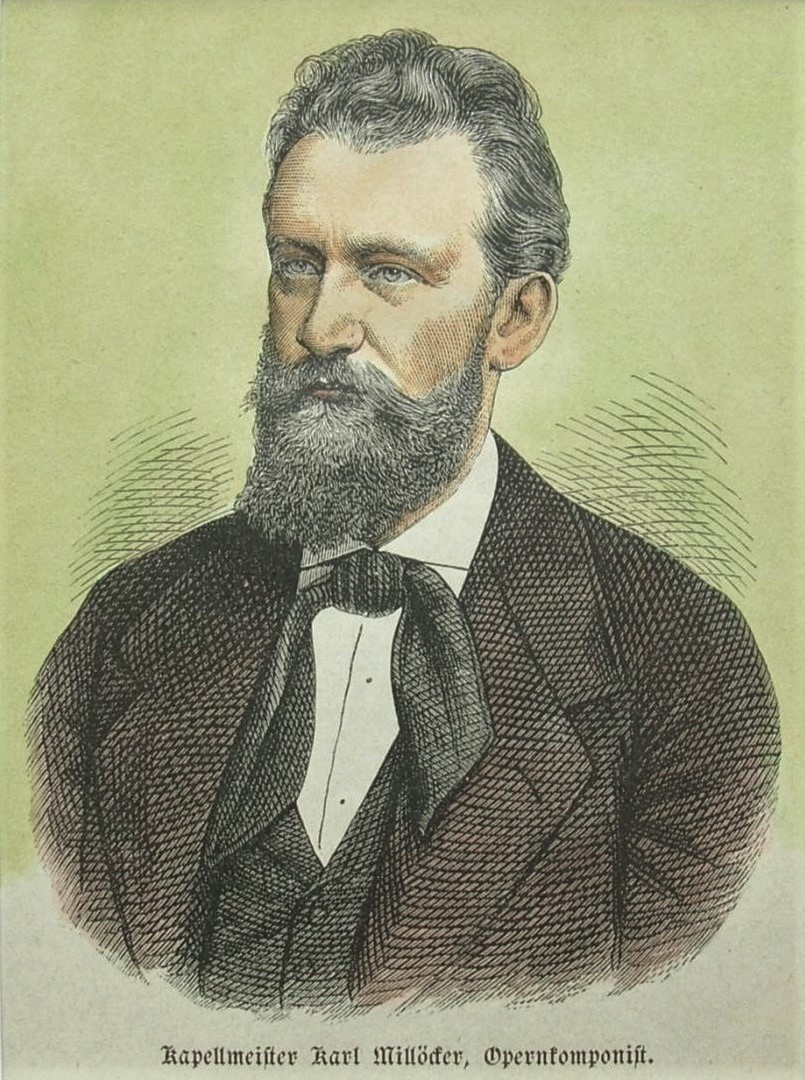
Karl Millöcker in de tijd waarin hij Der Bettelstudent schreef

Spotprent van Der Bettelstudent uit Wenen

Der Bettelstudent (De bedelende student) is een operette in drie bedrijven van Karl Millöcker (1842-1899), die op 6 december 1882 voor het eerst werd opgevoerd in de Oostenrijkse hoofdstad Wenen. Het is Millöckers populairste operette (de twaalfde van twintig stuks), die blijvend repertoire gehouden heeft.  
Het Duitstalige libretto van F. Zell (pseudoniem van Camillo Walzel) en Richard Genée is gebaseerd op de theaterstukken Les noces de Fernande uit 1878 van Victorien Sardou en The Lady of Lyons uit 1838 van Edward Bulwer-Lytton. Het verhaal speelt zich af in 1704 in het Poolse Krakau, in de tijd van koning August II van Polen. Bekende en geliefde melodieën uit deze operette zijn bijvoorbeeld: Ach, ich hab' sie ja nur auf die Schulter geküsst en Ich hab' kein Geld, bin vogelfrei.

## Belangrijkste rollen
- Oberst Ollendorf, gouverneur van Krakau - bas
- Palmatica Gräfin Nowalska - mezzosopraan
- Laura, dochter van Gräfin Nowalska - sopraan
- Bronislawa, tweede dochter van Gräfin Nowalska - soubrette
- Symon Rymanowicz, de "Bettelstudent" - tenor
- Jan Janicki, student - tenor

## Verfilmingen
Der Bettelstudent is vijf keer verfilmd:
- in 1927 door Jakob Fleck en Luise Fleck als stomme film
- in 1931 in het Engels door Victor Hanbury en John Harvel als The Beggar Student
- in 1936 door Georg Jacoby met onder anderen Johan Heesters en Marika Rökk
- in 1956 door Werner Jacobs met onder anderen Waltraut Haas, Gustav Knuth en Alice & Ellen Kessler.
- in 1957 door Hans Müller onder de titel Mazurka der Liebe.